# Chez Krull
Chez Krull ist ein Roman des belgischen Schriftstellers Georges Simenon. Er wurde am 27. Juli 1938 in La Rochelle fertiggestellt und im Februar des Folgejahres bei der Éditions Gallimard publiziert. Die erste deutsche Übersetzung von Stefanie Weiss erschien 1989 beim Diogenes Verlag unter dem Titel Der fremde Vetter. Eine Neuübersetzung von Thomas Bodmer unter dem Originaltitel veröffentlichte 2018 der Kampa Verlag.
Die Krulls sind eine deutschstämmige Familie, die sich vor vielen Jahren in Nordfrankreich niederließ, doch dort nie wirklich in der Gemeinschaft Aufnahme fand. Vetter Hans, der aus Deutschland zu Besuch weilt, bringt mit seiner Unbekümmertheit und seinen Eskapaden nicht nur die Familie durcheinander, sein unangepasstes Auftreten wird auch zum Auslöser der im Verborgenen schwelenden Fremdenfeindlichkeit der Einheimischen. Als eine tote junge Frau aus dem Kanal gefischt wird, fällt der Verdacht sogleich auf die Krulls, und vor ihrem Haus beginnt sich eine drohende Menschenmenge zusammenzurotten.

## Inhalt
„Chez Krull“ heißt der Laden mit Ausschank, den die deutschstämmige Familie Krull schon seit Jahrzehnten in einer kleinen Ortschaft in Nordfrankreich betreibt. Doch ihre Kundschaft besteht hauptsächlich aus durchfahrenden Binnenschiffern des nahen Kanals, denn von den Einheimischen werden die „Fremden“ noch immer geschnitten. Der Vater Cornelius spricht ein kaum verständliches Kauderwelsch aus Deutsch und Französisch, zumeist spricht er allerdings gar nichts, zieht sich mit seinem alten Gesellen in die Werkstatt zurück und flicht den ganzen Tag Körbe. Den Laden führt seine energische Frau Maria, die immer wieder mit Pipi aneinandergerät, einer Trinkerin aus dem Dorf, mit der sie eine Art Hassliebe verbindet. Ihre Stütze ist die ledige Tochter Anna, die bis zur Selbstaufgabe pflichtbewusst in Haushalt und Laden hilft. Dem Sohn wird der Rücken freigehalten, denn er studiert Medizin und sitzt gerade über seiner Dissertation. Sein weiterer Lebensweg ist längst vorausgeplant: von der Heirat mit seiner Verlobten Marguerite aus der ebenfalls deutschstämmigen Familie Schoof bis zum nahegelegenen Haus, in dem sie sich niederlassen werden. Das Nesthäkchen ist die siebzehnjährige Lisbeth, die von allen Pflichten befreit den ganzen Tag Klavier übt.
In den geregelten und einförmigen Tagesablauf der Krulls bricht eines Tages Vetter Hans aus Deutschland ein. Angeblich aus politischen Gründen und Furcht vor den Konzentrationslagern über die Grenze geflohen, geht es ihm doch in Wahrheit vor allem darum, sich billig durchzuschnorren, und so scheut er sich auch nicht, ein Ankündigungsschreiben im Namen seines längst verstorbenen Vaters zu verfassen. Wo im Haus der Krulls üblicherweise ergebene Pflichterfüllung und Tristesse herrschen, ist Hans leichtlebig und übermütig; wo die Krulls über die Jahre gelernt haben, sich als Fremde unterzuordnen und anzupassen, hat Hans Spaß daran, seine Andersartigkeit zur Schau zu stellen und die Einheimischen zu provozieren. Wenn Hans Geld braucht, erschwindelt er es sich. Und es dauert nicht lange, bis er seine Cousine Lisbeth verführt, ohne dass ihn deren Träume von einer gemeinsamen Zukunft sonderlich bekümmern würden.
Als am Tag nach dem Jahrmarkt die vergewaltigte und ermordete Sidonie, die Tochter Pipis, aus dem Kanal gefischt wird, sieht Hans auch darin nur ein großes Abenteuer. Aus Neugier macht er sich an deren Freundin Germaine heran, doch damit bringt er Geschehnisse ins Rollen, die nicht mehr aufzuhalten sind. Erst auf seine insistierenden Fragen erinnert sich das Mädchen, dass es Joseph war, der Sidonie auf dem Jahrmarkt nachgestellt hat. Schon seit langem hat der gehemmte Joseph, dessen schüchterne Annäherungsversuche an Frauen zumeist kläglich scheiterten, ein Doppelleben als Voyeur geführt, hat sich nachts in dunklen Gassen umhergedrückt, um Liebespaare zu beobachten. Joseph gesteht, dass er Sidonie an jenem Tag tatsächlich verfolgte und sogar ihre Vergewaltigung durch einen Unbekannten beobachtete, aber nicht als solche erkannte. Als er nachträglich begriff, dass er Zeuge eines Mordes geworden war, wagte er es nicht zur Polizei zu gehen.
Dass es ausgerechnet Joseph ist, der „Deutsche“, der des Mordes an einem Mädchen aus dem Ort verdächtigt wird, lässt in den Einheimischen die ohnehin unterschwellig vorhandene Fremdenfeindlichkeit aufbrechen. Erst sind es nur Germaine und Pipi, die vor dem Laden der Krulls eine Szene machen. Doch bald schließen sich ihnen andere an, der erste Pflasterstein fliegt durch ein Fenster, und in großen Lettern prangen die Aufschriften „Mörder“ und „Krepiert!“ am Laden. Maria bittet Hans, abzureisen, in der Hoffnung, seine Flucht würde den Verdacht von ihrem Sohn ablenken. Hans aber ist neugierig auf den Fortgang der Ereignisse und bleibt. Erst als der sonst so schweigsame Cornelius erkennen lässt, dass er Hans und seinen gefälschten Brief vom ersten Tag an durchschaut hat und ruhig verlangt, Hans müsse gehen, begreift dieser, dass er den Bogen überspannt hat. Noch am gleichen Abend, bevor er die Konsequenzen ziehen kann, spitzen sich die Ereignisse zu.
Immer mehr Menschen rotten sich vor dem Laden der Krulls zusammen, getrieben von einer Mischung aus Fremdenhass, allgemeiner Wut und Lust am Spektakel. Der einsame Polizeiposten wird ihrer nicht Herr und muss Verstärkung anfordern. Bald sind es nicht mehr bloß einzelne Steine, sondern ein ganzes Bombardement, das auf dem Haus der Krulls niedergeht, in dem sich die Familie in stiller Angst verbarrikadiert. Sprechchöre verlangen die Auslieferung des Mörders. Schließlich sieht sich der herbeigerufene Polizeikommissar nicht anders in der Lage, die Menschenmenge zu beruhigen, als Joseph tatsächlich festzunehmen, wenn auch nur zum Schein, wie er den Krulls gegenüber beteuert. Insgeheim hegt aber auch er die feste Überzeugung, die Fremden seien selbst schuld an der Eskalation. Nachdem die Nachricht von Josephs Verhaftung die Runde gemacht hat, ziehen die Menschen vor dem Haus der Krulls allmählich wieder ab. Doch als es draußen ruhig geworden ist, ist im Haus der schweigsame Cornelius verschwunden. Hans findet ihn in seiner Werkstatt, wo er sich erhängt hat. Noch in der Nacht verlässt der deutsche Vetter das Haus.
Jahre später begegnet Hans im italienischen Stresa am Lago Maggiore Joseph als Familienvater wieder. Dem ist die Begegnung sichtlich unangenehm und er versucht sich der leutseligen Neugier seines Vetters zu entziehen. So erfährt Hans nur, dass bei den Krulls alles beim Alten geblieben ist. Sie leben noch immer in derselben Stadt. Anna hilft Tante Maria noch immer im Laden, Lisbeth ist verheiratet. Joseph ist Arzt geworden und er hat wie vorbestimmt seine Verlobte geehelicht. Während Joseph und Marguerite den Besuch aus der Vergangenheit zu vergessen versuchen, hat der außergewöhnliche Fremde bei ihrem Sohn einen bleibenden Eindruck hinterlassen.

## Interpretation
Gavin Lambert nannte Chez Krull einen der bittersten und verstörendsten Romane Simenons aus den 1930er-Jahren. Er illustriere die These, dass man als Individuum zwei Möglichkeiten des Lebensentwurfs habe: sich vollständig in die Gemeinschaft einzugliedern, bis man in der Masse untergehe oder zu seiner Individualität zu stehen und für sich zu bleiben. Die Halbherzigkeit der Krulls hingegen, mit der sie ihre Umgebung zwar kopieren, es aber an innerer Überzeugung mangeln lassen, bringe ihnen bloß Verachtung ein und räche sich am Ende. Hans, der zu seiner Rolle als Außenseiter steht, beobachtet seine Verwandten den Roman hindurch nur mit Amüsement. Er spielt mit den Gefühlen seiner Cousine wie mit denen seines Cousins, genießt es, dass dieser sie bei ihren Zärtlichkeiten beobachtet und nährt später den Verdacht gegen ihn. Für Hans sind die für die Krulls existenzbedrohlichen Geschehnisse lediglich ein absurdes Spektakel, das ihre Ängste und Schwächen zutage fördert. Er dringt in das Leben der Krulls ein, begeht eine Art von psychischem Mord und verschwindet wieder. Dabei fragt er sich am Ende, ob es sein Schicksal sei, den Fremden zu spielen, der die Ursache alles Bösen in der Welt sei.
Laut Lucille Frackman Becker nimmt die Fremdenfeindlichkeit, die ein häufiges Motiv in Simenons Romanen ist, in Chez Krull Formen einer regelrechten Xenophobie an. Der fremde Vetter Hans wird im Haus seiner Tante zu einem Katalysator, der die unterdrückten Neigungen jedes Familienmitglieds zum Vorschein bringt und am Ende den Suizid seines Onkels auslöst. So wie der Vetter die Familie von innen heraus bedroht, bedrohen sie die Bürger der Stadt von außen. Ihre Wut, von Hans noch angestachelt, wächst sich zu einer solchen Hysterie aus, dass der Mob schließlich das Haus der Krulls stürmt. Pierre Assouline verweist auf weitere Romane Simenons, die das Thema der Lynchjustiz durch einen aufgebrachten Mob behandeln, etwa Die Verlobung des Monsieur Hire und Schwarzer Regen. Sie gingen zurück auf ein Erlebnis Simenons im Lüttich des Jahres 1919, als der junge Reporter Augenzeuge einer Auseinandersetzung in einem Hotel wurde, die zur Flucht eines Mannes über die Häuserdächer führte, beobachtet von einer anwachsenden Menge braver Bürger auf der Straße, die nach Gerüchten, es handle sich um einen deutschen Spion, fanatisch nach seinem Kopf verlangten.
Ein weiters zentrales Thema in Simenons Werk ist laut Becker die im Roman wiederholt thematisierte Identität der Gegensätze. So entdeckt Hans früh die besondere Beziehung zwischen seiner rechtschaffenen Tante und der Säuferin Pipi, die einander zu brauchen scheinen, wobei Maria in der Trinkerin eine Karikatur ihrer selbst erblickt, wenn sie sich nicht jederzeit moralisch einwandfrei benehmen würde. An anderer Stelle zieht Hans den Vergleich mit seinem Vetter Joseph, der er ebenso gut hätte sein können wie Maria Pipi. Simenons Theorie ist, dass Schicksale austauschbar seien und dass es bloß eines einzigen einschneidenden Ereignisses im Leben bedürfe, um ein Dasein in sein Gegenteil zu verkehren. Die Art, wie es dem fremden Vetter Hans gelingt, die komplexen Zusammenhänge in der Familie Krull zu erspüren und sich derart in die einzelnen Familienmitglieder hereinzuversetzen, dass er an einer Stelle berichtet, er sei Hans und Joseph gleichzeitig, nimmt Thomas Narcejac als typisches Beispiel für das Einfühlungsvermögen, das Verständnis und die Anteilnahme, die Simenons Romane und auch viele ihrer Helden wie etwa Maigret auszeichne.

## Hintergrund
Simenons Biograf Patrick Marnham glaubt in der namenlosen Stadt aus Chez Krull eindeutig Lüttich zu erkennen und die Familie der Krulls trage Züge der belgisch-deutschen Familie Brüll, aus der Simenons Mutter stammte. Die Krulls erregen den Argwohn ihrer Nachbarn, wie es vielen flämischen Familien in Belgien während des Ersten Weltkriegs gegangen sei, die in ihrer Loyalität zwischen den Kriegsparteien gespalten waren. Wie Joseph Krull studierten zwei Vettern Simenons aus dem Familienzweig der Brülls Medizin, ein Onkel Simenons lebte als Schleusenwärter im Bezirk Coronmeuse, in dem auch die Schleuse im Roman liegt. Auch Peter Foord verweist auf Simenons eigene Familie, in der eine Tante namens Marie Croissant (geborene Brüll) einen Laden für die Flussschiffer der Maas betrieb. Wie Maria Krull hatte sie drei Kinder namens Joséphine, Maria und Joseph.
Bereits 1932 stand im Roman Maigret bei den Flamen ein ganz ähnlicher Laden mit Ausschank und eine ähnliche Familienkonstellation im Mittelpunkt der Handlung eines Romans von Simenon. Dort heißen die Geschwister Anna, Maria und Joseph Peeters, der auch schon einer unausweichlichen Zukunft mit seiner Verlobten Marguerite entgegenblickt. Und wie Maigret in diesem Roman dringt in Der fremde Vetter ein Außenstehender in die Familie mit ihren Geheimnissen ein. Auf eine andere literarische Verwandtschaft weist hingegen Peter Kaiser hin: Im Jahr 1922 hatte Thomas Mann eine erste Fassung der Bekenntnisse des Hochstaplers Felix Krull veröffentlicht, die er 32 Jahre später abschloss. Sein Held teile mit Simenons Hans Krull nicht nur den Nachnamen, sondern auch den Charakter eines „Luftikus und Schlawiners“.

## Rezeption
Für die Berliner Morgenpost belegt Der fremde Vetter „einmal mehr die Vielfältigkeit von Simenons Werk, das ja beileibe nicht nur aus Maigret-Krimis besteht.“ Ihr Fazit lautet: „Beachtlich, wie hier die Mechanismen von Ausgrenzung gezeigt werden.“ Stanley G. Eskin findet im Roman eine „geradezu dramatische Ausdruckskraft“, und die lange Schlussszene sei „eine brillante Schilderung von Massenungerechtigkeit.“ John Raymond nennt Chez Krull „eines der fremdartigsten und ambivalentesten von Simenons Dramen“. Oliver Hahn urteilt auf maigret.de: „Gut geschrieben und mit einer gesellschaftlichen Brisanz, wie man sie nicht oft bei Simenon findet“.
Im Jahr 1988 verfilmte Jacques Fansten die Romanvorlage unter dem Titel Le Mouchoir de Joseph als französische TV-Produktion. Es spielten Piotr Shivak, Isabelle Sadoyan, Catherine Frot, Coraly Zahonero, Laurent Arnal und Benjamin Lemaire.

## Ausgaben
- Georges Simenon: Chez Krull. Gallimard, Paris 1939 (Erstausgabe).
- Georges Simenon: Der fremde Vetter. Übersetzung: Stefanie Weiss. Diogenes, Zürich 1989, ISBN 3-257-21798-6.
- Georges Simenon: Der fremde Vetter. Ausgewählte Romane in 50 Bänden, Band 15. Übersetzung: Stefanie Weiss. Diogenes, Zürich 2011, ISBN 978-3-257-24115-0.
- Georges Simenon: Chez Krull. Übersetzung: Thomas Bodmer. Kampa, Zürich 2018, ISBN 978-3-311-13335-3.
- Georges Simenon: Chez Krull. Übersetzung: Thomas Bodmer. Lesung von Felix von Manteuffel. Der Audio Verlag, Berlin 2018, ISBN 978-3-7424-0748-1.